# Дагеш
Даге́ш — огласовка (диакритический знак) в еврейской письменности, выглядящий как точка и ставящийся в середине букв с целью изменить либо удвоить соответствующий согласный звук.
С грамматической точки зрения различают два типа дагеша, графически изображаемых одинаково: «каль» (лёгкий, слабый) и «хазак» (сильный).

## Дагеш каль
Дагеш каль ставится в буквы ‎ב‎, ‎ג‎, ‎ד‎, ‎כ‎, ‎פ‎ и ‎ת‎ после «шва нах» или в начале слова, превращая фрикативный согласный во взрывной.
В современном иврите только ‎ב‎, ‎כ‎ и ‎פ‎ сохранили фрикативное звучание, которое они изменяют при дагеше с [в] на [б], [х] на [к] и [ф] на [п], соответственно.
| буква | название | Современный иврит большинства жителей Израиля | Современный иврит большинства жителей Израиля | Классический и сефардский иврит | Классический и сефардский иврит |
| буква | название | название                                      | приблизительное произношение                  | название                        | приблизительное произношение    |
| ----- | -------- | --------------------------------------------- | --------------------------------------------- | ------------------------------- | ------------------------------- |
| בּ‬     | בֵּית‬      | /bet/                                         | б как в «бок»                                 | /bɛt/                           | б как в «бок»                   |
| ב‬     | בֵית‬      | /vet/                                         | в как в «вода»                                | /vet/                           | в как в «вода»                  |
| גּ‬     | גִּימֶל‬     | /ˈɡimel/                                      | г как в «год»                                 | /ˈɡimɛl/                        | г как в «год»                   |
| ג‬     | גִימֶל‬     | /ˈɡimel/                                      | г как в «год»                                 | /ˈɣɪmɛl/                        | г как в «господи», «ого»        |
| דּ‬     | דָּלֶת‬      | /ˈdalɛt/, /ˈdalɛd/                            | д как в «дом»                                 | /ˈdalɛt/                        | д как в «дом»                   |
| ד‬     | דָלֶת‬      | /ˈdalɛt/, /ˈdalɛd/                            | д как в «дом»                                 | /ˈðalɛt/                        | th как в «this»                 |
| כּ‬     | כָּף‬       | /kaf/                                         | к как в «кот»                                 | /kaf/                           | к как в «кот»                   |
| כ‬     | כָף‬       | /χaf/                                         | х как в «хата»                                | /χaf/                           | х как в «хата»                  |
| פּ‬     | פֵּא, פֵּה‬   | /pe/, /pej/                                   | п как в «пол»                                 | /pe/                            | п как в «пол»                   |
| פ‬     | פֵא, פֵה‬   | /fe/, /fej/                                   | ф как в «факт»                                | /fe/                            | ф как в «факт»                  |
| תּ‬     | תָּו‬       | /tav/, /taf/                                  | т как в «ты»                                  | /taw/, /tav/                    | т как в «ты»                    |
| ת‬     | תָו‬       | /tav/, /taf/                                  | т как в «ты»                                  | /θaw/, /θav/                    | th как в «thought»              |

В позднем ашкеназском иврите и в идише буква ת без дагеша называется /sov/ и произносится c как в «сыт», остальные буквы из таблицы произносятся как в Израиле.

## Дагеш хазак
Дагеш хазак в древнем иврите означал геминацию (удвоение) согласного.
Дагеш никогда не ставится в гортанные согласные ‎א‎, ‎ע‎, ‎ח‎, ‎ר‎ и ‎ה‎ (за редчайшими исключениями в масоре — в алеф и реш).
В современном иврите дагеш хазак фонетически проявляется точно так же и в тех же трёх буквах, что и дагеш каль (см. выше).

## Маппик
Маппи́к — точка в середине буквы ה в конце слова — дагешем не является, хотя графически выглядит так же. Обозначает, что при аккуратном произношении буква должна произноситься как согласный звук [h], тогда как в более распространённом случае эта буква в конце слова не имеет маппика и является частью обозначения гласного.
Сравните: מַלְכָּה malká ‘царица’ ~ מַלְכָּהּ malkáh ‘её царь’, גָּבָה gavá ‘он взимал’ ~ גָּבַהּ gaváh ‘он стал высоким’.